# 聖ルカ組合

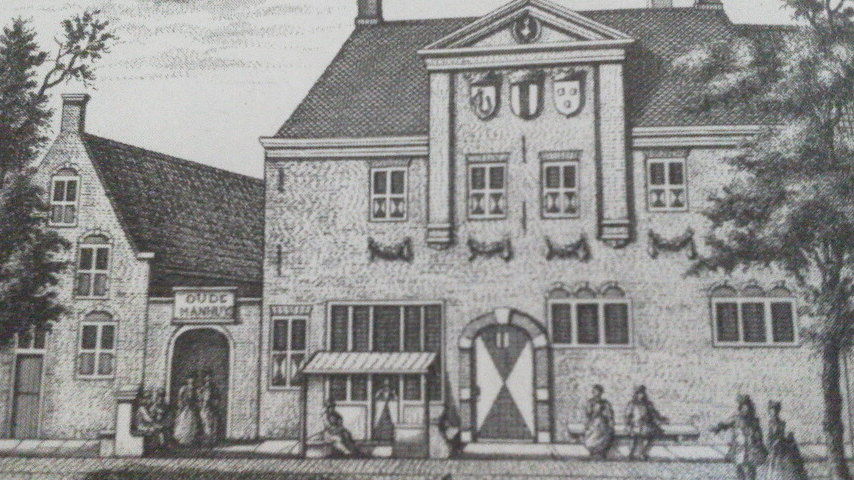
聖ルカ組合（1730年ごろに出版された銅版画）

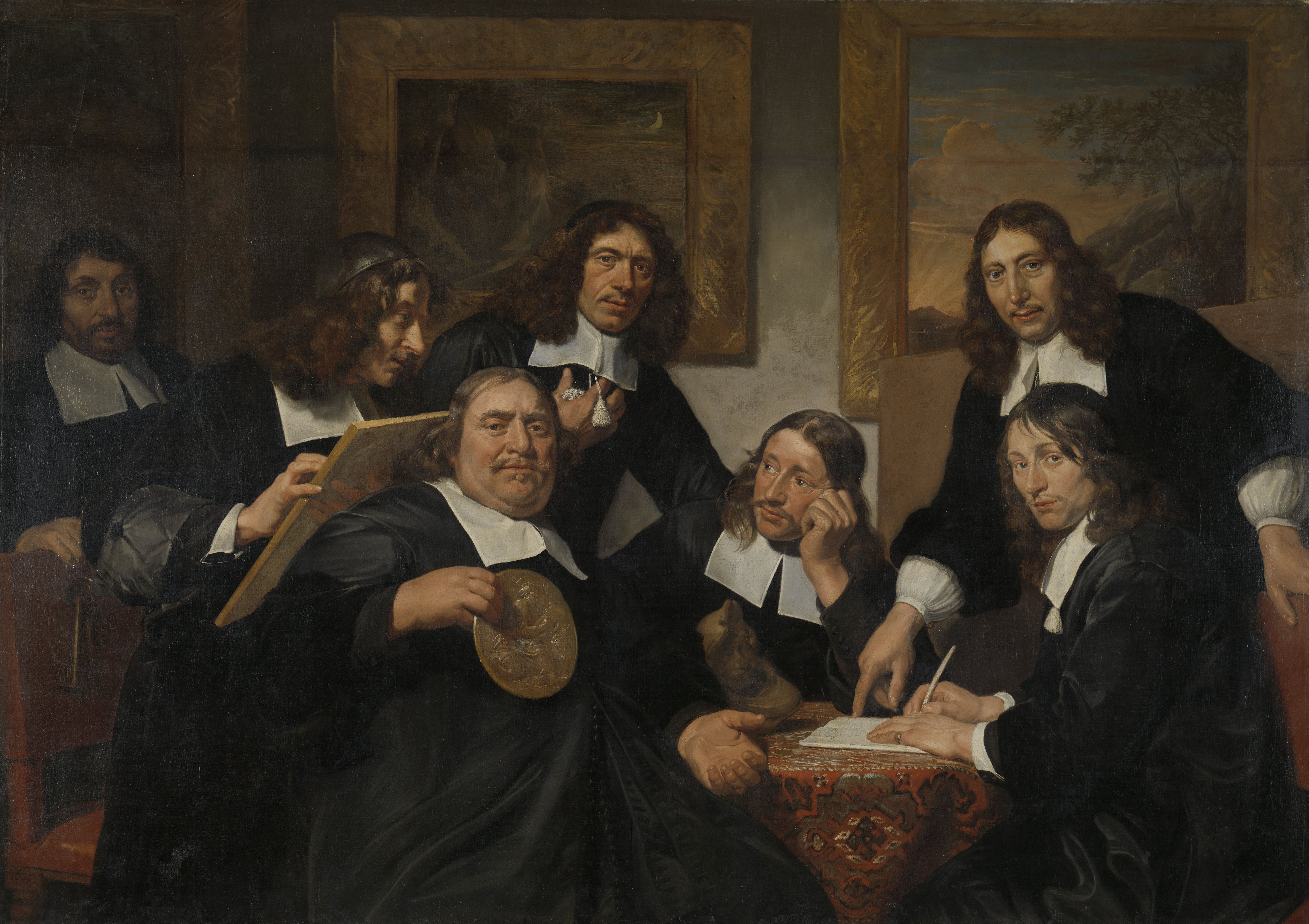
ヤン・デ・ブライ『ハールレム聖ルカ組合の理事たち』（1675年）

聖ルカ組合（せいルカくみあい、蘭: Sint-Lucasgilde、英: Guild of Saint Luke）とは、近代初期のヨーロッパ、特にネーデルラントで画家など芸術家のギルドのほとんどに共通してつけられた名称である。聖ルカの名称はダマスコのヨハネによって聖母の肖像を描いたとされた芸術家の守護聖人ルカにちなむ。
最も有名な聖ルカ組合はアントワープで設立され、1795年まで存続したが末期にはギルドとしての独占的地位を失っていた。アントワープを含む多く都市の自治政府は都市内の同業者の活動を規制する権利をギルドに与えた。そのため芸術家は芸術家のギルドの親方資格を取得しなければ、弟子をとったり作品を売ったりして生計を立てることができなかった。